# Clarkston (Washington)

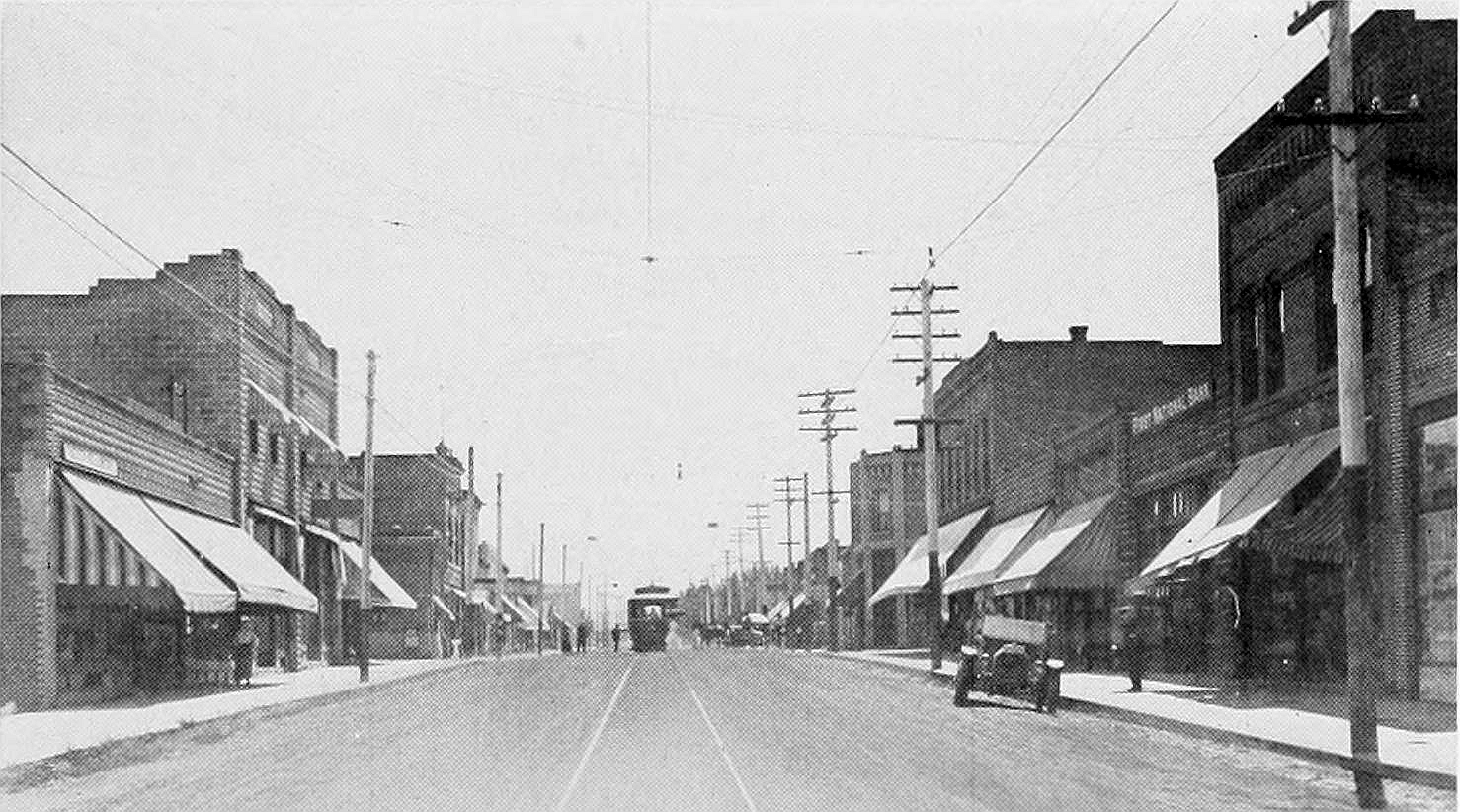
Clarkston 1918-ban

Clarkston az Amerikai Egyesült Államok északnyugati részén, Washington állam Asotin megyéjében elhelyezkedő város. A 2010. évi népszámlálási adatok alapján 7229 lakosa van.
Clarkstont 1862-ben alapította Robert Bracken; a települést korábban Jawbone Flats, Lewiston és Concord neveken is ismerték. A helység 1902. augusztus 14-én Clarkston néven kapott városi rangot, a név a Lewis–Clark-expedíció egyik vezetőjére, William Clarkra utal.

## Éghajlat
A város éghajlata meleg nyári mediterrán (a Köppen-skála szerint Csb).
| Hónap                         | Jan.  | Feb.  | Már.  | Ápr. | Máj. | Jún. | Júl. | Aug. | Szep. | Okt. | Nov.  | Dec.  | Év    |
| ----------------------------- | ----- | ----- | ----- | ---- | ---- | ---- | ---- | ---- | ----- | ---- | ----- | ----- | ----- |
| Rekord max. hőmérséklet (°C)  | 18,9  | 22,2  | 26,7  | 36,7 | 40,0 | 43,9 | 47,2 | 46,1 | 42,2  | 34,4 | 25,0  | 18,9  | 47,2  |
| Átlagos max. hőmérséklet (°C) | 5,6   | 8,3   | 12,8  | 16,7 | 21,7 | 26,1 | 31,7 | 31,7 | 25,6  | 17,2 | 8,9   | 4,4   | 17,6  |
| Átlagos min. hőmérséklet (°C) | −1,1  | −0,6  | 2,2   | 4,4  | 8,3  | 11,7 | 15,6 | 15,0 | 10,6  | 5,0  | 1,1   | −2,2  | 5,9   |
| Rekord min. hőmérséklet (°C)  | −30,0 | −27,8 | −16,7 | −6,7 | −5,0 | 1,1  | 5,0  | 5,0  | −2,8  | −9,4 | −19,4 | −30,6 | −30,6 |
| Átl. csapadékmennyiség (mm)   | 27    | 21    | 29    | 34   | 41   | 32   | 17   | 18   | 17    | 24   | 30    | 25    | 315   |
| Forrás: The Weather Channel   |       |       |       |      |      |      |      |      |       |      |       |       |       |

## Népesség
A 2010-es népszámláláskor a városnak 7229 lakója, 3226 háztartása és 1744 családja volt. A népsűrűség 1358,8 fő/km2. A lakóegységek száma 3411, sűrűségük 642,2 db/km2. A lakosok 92,1%-a fehér, 0,7%-a afroamerikai, 2,1%-a indián, 0,7%-a ázsiai, 0,1%-a a Csendes-óceáni szigetekről származik, 1,2%-a egyéb, 3,1%-a pedig kettő vagy több etnikumú. A spanyol vagy latino származásúak aránya 4% (2,6% mexikói, 0,2% Puerto Ricó-i, 0,1% kubai, 1,1% egyéb spanyol vagy latino származású.)
A háztartások 28,4%-ában élt 18 évnél fiatalabb. 33,1% házas, 16% egyedülálló nő, 5% egyedülálló férfi, 45,9% pedig nem család. 38,3% egyedül élt; 15,2%-uk 65 éves vagy idősebb. Egy háztartásban átlagosan 2,2 személy élt; a családok átlagmérete 2,88 fő.
A medián életkor 37,7 év volt. A város lakóinak 22,7%-a 18 évesnél fiatalabb, 10,1% 18 és 24 év közötti, 25,1%-uk 25 és 44 év közötti, 25,2%-uk 45 és 64 év közötti, 16,9%-uk pedig 65 éves vagy idősebb. A lakosok 47,4%-a férfi, 52,6%-a pedig nő.

## Fordítás
Ez a szócikk részben vagy egészben  a   Clarkston, Washington című angol Wikipédia-szócikk ezen változatának fordításán alapul.  Az eredeti cikk szerkesztőit annak laptörténete sorolja fel. Ez a jelzés csupán a megfogalmazás eredetét és a szerzői jogokat jelzi, nem szolgál a cikkben szereplő információk forrásmegjelöléseként.